# Wojsławice (województwo łódzkie)
Wojsławice – wieś w Polsce położona w województwie łódzkim, w powiecie zduńskowolskim, w gminie Zduńska Wola, położona w odległości ok. 5 km na północ od Zduńskiej Woli.
Do 1953 roku istniała gmina Wojsławice. W latach 1975–1998 miejscowość należała administracyjnie do województwa sieradzkiego.

## Historia
Wieś została wspomniana w dokumentach już w 1311 roku przy okazji nadania jej Wacławowi Liszowicowi. Uprzednio stanowiła własność monarszą. W 2 poł. XV w. część wsi weszła w skład wielowioskowego klucza Wężyków herbu Abdank z Woli Wężykowej, a w XVI w. znowu odnotowana została jako własność królewska. Ostatecznie jednak w XVI w. cała miejscowość wróciła do Wężyków, których tutaj zaczęto nazywać Wojsławskimi. Od XIII w. do ok. 1830 roku prowadziła przez Wojsławice droga łącząca w najkrótszej linii Sieradz z Szadkiem.

## Zabytki
Na południowym skraju wsi znajduje się rozległy podworski park, a w nim wiele cennych drzew i krzewów. Poza parkiem leży staw z wyspą, na której znajdują się ruiny renesansowej budowli obronno-mieszkalnej z XVI w. (murowanego dworu – zameczku), wzniesionej zapewne przez Wężyków Wojsławskich herbu Abdank, a użytkowane przez okres niemal dwustuletni. Obok stawu znajduje się neoklasycystyczny dwór z 1 poł. XIX w., a 100 m dalej eklektyczny pałac Siemiątkowskich z około 1900 roku, ostatnich dziedziców majątku. Pałac wojsławski, dość tradycyjny w formie i przyjętych rozwiązaniach jak na czasy, w których powstał, zalicza się do grupy udanych przedsięwzięć inwestycyjnych.
W dwudziestoleciu międzywojennym w miejscu, gdzie dziś jest internat ZSR, znajdował się kort tenisowy jako element pensjonatu wojsławickiego, popularnego miejsca wypoczynku letniego lepiej sytuowanych łodzian. Po II wojnie światowej w budynkach podworskich umieszczono szkołę rolniczą. W obiekcie można skorzystać z noclegu.
Według rejestru zabytków Narodowego Instytutu Dziedzictwa na listę zabytków wpisany jest dwór, 1780, 1 poł. XIX w., nr rej.: 868 z 28.12.1967.

## Muzeum Regionalne
Piwnice pałacu przeznaczono dla utworzonego w 1976 roku, staraniem nauczycielki Bożeny Antoszczyk, Szkolnego Muzeum Regionalnego (początkowo Izby Pamięci). Eksponowane są tu zbiory etnograficzne, obrazujące życie i pracę ludzką na dawnej wsi sieradzkiej. Odtworzony jest stary warsztat szewski, stelmarski, tkacki i kuźnia. Przez wieś przebiega wytyczony szlak pieszy „Uroczysk i rezerwatów”.

## Wywodzący się z Wojsławic
- ks. prof. Władysław Bomba CM (ur. 5 lutego 1938) – duszpasterz wśród Polonii w Brazylii w latach 1963–1965, doktor teologii (studia w Rzymie 1965-1969), wizytator Polskiej Prowincji Zgromadzenia Księży Misjonarzy w latach 1982–1988.[5]

## Przyroda
W pobliskim lesie, przy torach kolejowych linii Śląsk-porty, znajduje się rezerwat przyrody Wojsławice (przystanek PKS Szadkowice na trasie Szadek – Zduńska Wola).